# Международный студенческий фестиваль в Грайфсвальде
Международный студенческий фестиваль в Грайфсвальде — фестиваль, организуемый некоммерческой ассоциацией GrIStuF e.V. и проходящий в городе Грайфсвальд, который находится на Балтийском побережье в 200 км на север от столицы Германии, Берлин.
В рамках фестиваля проводятся: тематические мастер-классы, культурные мероприятия, экскурсии, выставки, вечерние мероприятия и концерты.

## Организатор: GrIStuF e.V
GrIStuF e.V. — это некоммерческая, неправительственная организация, основанная волонтерами для проведения Международного студенческого фестиваля в Грайфсвальде. Также с 2007 года ассоциация проводит различные городские мероприятия («running dinner», или «ужин наперегонки», музыкальный фестиваль «Fête de la Musique»).

## История
Вдохновленная идеей Международной студенческой недели в Ильменау , группа студентов-энтузиастов организовала первый Международный студенческий фестиваль в Грайфсвальде в 2002.
В 2005 году сформировалась команда и началась подготовка ко второму фестивалю. В 2005 году темами мастер-классов были: Зелёная Глобализация, Вооруженные конфликты, Миграция, Сотрудничество в целях развития, Межкультурное образование и Биоэтика. 271 студент со всего мира посетил фестиваль.
В 2006 фестиваль прошел под девизом Проект «Объединенная Европа»: утопия или реальность. В фестивале приняли участие более 400 студентов из Европы. Культурные мероприятия включали в себя:
- Европейский вечер
- Экскурсии
- Панельные дискуссии
- Лига культуры
- Концерты

Следующий фестиваль проводился в 2008 году, чтобы избежать конкуренции с Международной студенческой неделей в Ильменау 2007.
В 2016 для участия в фестивале собрались более 150 студентов со всего мира. Основными темами фестиваля были окружающая среда, в том числе вопросы загрязнения окружающей среды и энергии, а также культурные перспективы, миграция и экологические аспекты. Культурные мероприятия включали в себя показ фильма на морскую тематику под открытым небом, музыкальные и межкультурные вечера, концерты.
Темы прошедших фестивалей:
- 2002: Наш мир — Наш выбор
- 2005: Прикоснись к миру
- 2006: Проект «Объединенная Европа»: утопия или реальность?
- 2008: Не против перемен?
- 2010: Ответственность и способность
- 2012: Лицом к лицу — Прокладывая путь к обществу без насилия
- 2014: Потерянные в потреблении — Переосмысление экономики
- 2016: Море: Будущее - Исследуя современное состояние океана